# Ole Østervold
Ole Olai Olsen Østervold (ur. 14 października 1872 w Austevoll, zm. 25 grudnia 1936 tamże) – norweski żeglarz, olimpijczyk, zdobywca złotego medalu w regatach na Letnich Igrzyskach Olimpijskich w 1920 roku w Antwerpii.
Na Letnich Igrzyskach Olimpijskich 1920 zdobył złoto w żeglarskiej klasie 12 metrów (formuła 1907). Załogę jachtu Atlanta tworzyli również Henrik Østervold, Jan Østervold, Kristian Østervold, Hans Næss, Halvor Møgster, Halvor Birkeland, Rasmus Birkeland i Lauritz Christiansen.
Jego braćmi byli Henrik Østervold, Kristian Østervold i Jan Østervold.